# Luis Pérez González
Luis Pérez González (* 25. August 1906; † 28. Mai 1963), auch bekannt unter dem Spitznamen „Pichojos“, war ein mexikanischer Fußballspieler.
Er war Mitglied der mexikanischen Fußballnationalmannschaft und nahm mit ihr an der ersten Fußball-Weltmeisterschaft 1930 teil. Dort kam der Stürmer in den Spielen gegen Chile und Frankreich zum Einsatz.
Im Verein begann er eine Karriere bei Deportivo Guadalajara und wurde auch in die Selección Jalisco berufen. Später kam er vermutlich über Marte und den FV Germania (wo er 1928/29 spielte) zum Club Necaxa, bei dem er mehr als zehn Jahre unter Vertrag stand. Bei Necaxa war er in den 1930er Jahren Mitglied der in dieser Zeit sehr erfolgreichen Mannschaft, die als el Campeonísimo oder auch Los Once Hermanos (Die elf Brüder) bekannt wurde.
Seine vier Söhne José Luis Pérez Guadarrama, Carlos Pérez Guadarrama, Rodolfo Pérez Guadarrama und Mario Pérez Guadarrama waren alle auch in den 1960er Jahren für Necaxa als Fußballspieler aktiv.

## Spitzname
Sein ungewöhnlicher Spitzname resultiert aus der Bezeichnung „Ojos chiquitos“ (kleine Augen), bis jemand „Pinches ojitos“ sagte, was so viel wie Verdammte Augen bedeutet. Diese Bezeichnung wurde beibehalten, erfuhr aber im Laufe der Zeit gewisse Änderungen; der Begriff wurde zunächst zu „Pinchiojitos“, dann zu „Pinchiojos“ und schließlich zu „Pichojos“.